# ميخائيل وليامز (لاعب كرة قدم أمريكية)
ميخائيل وليامز (بالإنجليزية: Michael Williams)‏ هو لاعب كرة قدم أمريكية أمريكي، ولد في 28 مايو 1970 في لوس أنجلوس في الولايات المتحدة.

## وصلات خارجية
- مايكل وليامز على موقع مرجع كرة القدم المحترفة.كوم (الإنجليزية)
- مايكل وليامز على موقع JustSportsStats.com (الإنجليزية)